# Exocentrus parrotiae
Exocentrus parrotiae är en skalbaggsart som beskrevs av Fisher 1932. Exocentrus parrotiae ingår i släktet Exocentrus och familjen långhorningar. Inga underarter finns listade i Catalogue of Life.